# Асенат (апокриф)
«Асенат» (лат. Fabula Josephi et Asenathae apocrypha) — древнегреческий апокриф; рассказ об обращении в еврейство Асенат (в Синодальном переводе — Асенефа), дочери египетского жреца в Гелиополе Потифара, и о её великодушии по отношению к врагам. Текст носит еврейский характер (мидрашитский рассказ) с одной лишь вставкой христианского происхождения, но в раввинской и патристической литературе от этого рассказа ничего не сохранилось.
Другие названия: «Жизнь и вера Асенат» и «Молитва Асенат». Книга принадлежит к тем произведениям эллинистической литературы, в которых еврейские писатели старались склонить языческий мир в пользу иудаизма; всё в ней направлено к тому, чтобы выставить предков евреев героями, обладавшими высокими как физическими, так и нравственными качествами.
Книга состоит из двух частей:
- первая, самая обширная, от которой сочинение получило название «Молитва, или вера Асенат», в свете эллинистической пропаганды изображает Асенат образцом еврейского прозелитизма;
- вторая часть носит совершенно иной характер: в ней есть сходство с героическими легендами о сыновьях Иакова, рассказанными в «Завещании двенадцати патриархов» и в книге Юбилеев, и заметна цель дать чисто моральное поучение: благочестивый муж должен быть великодушен по отношению к своему врагу.[1].

## Издания апокрифа

### Сокращённый текст на латыни
В течение долгого времени апокриф был известен лишь в сокращённом латинском переводе, включённом в «Speculum historiae» Винсента из Бове (1259).
Отрывок этого апокрифа появился в «Codex Pseudepigraphus Veteris Testamenti» Фабрициуса (1713).

### Полный текст
В первый раз полный текст был напечатан по четырём рукописям в «Studia patristica» (Париж, 1889—1890) П. Батиффолем, снабдившим его ценным введением.
Рукописи-переводы
Сирийский перевод VI века, открытый Ассеманом, был напечатан в «Anecdota syriaca» Ланда и переведён на латинский язык Оппенгеймом (Gustav Oppenheim) под названием «Fabula Josephi et Asenathae apocrypha» (Берлин, 1886).
Армянский перевод вышел в «Revue polyhistoire» (1885 и 1886 и в «Armenian collection of apocrypha of the Old Testament» (Венеция, 1896).
О славянском переводе см. Бонветч, в «Geschichte der altchristlichen Literatur» Адольфа Гарнака (I, с. 215).
Об эфиопском переводе см. Dillmann, в «Реальной энциклопедии» Херцога и Плитта (2-е изд., XII, 366).

## Содержание

### Первая часть
Асенат, дочь Потифара (Пентефрия), жреца в Гелиополисе (Оне), богача и главного советника фараона, далеко превосходит своей красотой всех египетских дев: «она стройна, как Сарра, прелестна, как Ревекка, и белолица, как Рахиль»; слава о её красоте разносится по всей стране. Воспитанная в роскоши, но в полном уединении, эта идолопоклонница мечтает выйти замуж за сына фараона; когда же её отец предлагает ей стать женой Иосифа, «этого могущественного мужа Божьего», почтившего его своим посещением, она надменно отвергает это предложение, указывая на то, что Иосиф был рабом и обязан освобождению из темницы только своему искусству толкования снов.
Увидев, однако, красавца Иосифа, сидевшего за столом (ср. Быт. 39:6, мотив переделан здесь в духе Дан. 1:5), Αсенат, подобно всем египтянкам, влюбляется в него. Иосиф, узнав от отца, что Αсенат девушка чистая, ещё не знавшая мужчины, радостно встречает её как сестру, но отказывается её поцеловать, говоря: «Не приличествует благочестивому мужу, устами, прославляющему Господа, вкушающему благословенный хлеб жизни, пьющему из благословенной чаши бессмертия и помазанному елеем нетленности, целовать женщину чужой народности, прославляющую устами мёртвых и немых идолов, вкушающую с их стола хлеб смерти, пьющую их вино из чаши измены и помазанную елеем вечной смерти. Воистину, кроме родных матери и сестры, благочестивый муж целует только собственную жену; также и благочестивая женщина не должна целовать чужого мужчину, ибо это — мерзость в глазах Господа».
Асенат после этого заливается слезами. Иосиф, преисполнясь страдания, возлагает на её голову руку и возносит молитву к Богу своему, отцу Израиля, Творцу мира, воззвавшему людей из тьмы к свету, из заблуждения к истине, от смерти к жизни, «чтобы Он возродил её Своим святым духом, дабы она могла вкушать Его хлеб жизни, пить из чаши Его благословения, присоединиться к Его народу, избранному Им до сотворения мира, и участвовать в блаженствах, уготованных для Его избранников в вечной жизни».

#### Молитвы Асенат
Асенат возвращается в свои покои, плача горькими слезами и — каясь в былом своём идолопоклонстве, проводит восемь дней в молитве и посте. Она возложила на своё прекрасное тело вретище, посыпала пеплом голову, лежала на покрытом золой полу и не спала по ночам. Она выбросила на улицу свои красивые платья и драгоценности, дабы бедные могли продать их и тем удовлетворить свои нужды; затем она разбила всех своих сделанных из серебра, золота и драгоценных камней идолов и раздала обломки бедным, и всё съестное, приготовленное для жертвоприношения этим идолам, она выбросила псам.
Близкая к полному истощению от поста и слез, она сначала чувствует себя совершенно покинутой, так как навлекла на себя ненависть родителей и соотечественников за презрение к их богам. Сначала она не решается молиться своими осквернёнными устами «ревнивому Богу Иосифа, Богу, которому ненавистны идолопоклонники». Но затем она вспоминает, что Он вместе с тем и Бог милосердия и сострадания, отец сирот, опора сокрушённых, спаситель преследуемых; эта мысль очень её ободряет, и она в молитве изливает страстное стремление святой, смиренной и сокрушённой души к Богу. — Эта длинная молитва заключает, несомненно, некоторые ессейские элементы. Асенат начинает с обращения к Богу как к «Творцу вселенной, утвердившему основы земли над бездной и не дающему им упасть; по чьему слову был сотворен мир и живут все твари»; затем она исповедуется в грехах в выражениях, привычных для еврея, знакомого с древним богослужением: «Смилуйся надо мною, Господи, ибо я очень согрешила, преступила закон Твой и сотворила зло. Сознательно и бессознательно я грешила идолопоклонством и оскверняла уста свои их жертвенной пищей. Я недостойна открывать уста, чтобы говорить перед Тобою, я, несчастная дочь Потифара, некогда столь надменная и кичливая».
Ещё более характерна её следующая молитва: «Прибегаю к Тебе, Господи, как испуганный ребёнок бежит в страхе к отцу, и отец приближает его к своей груди; так и Ты, Господи, простри свои длани, подобно любящему отцу, и спаси меня от врага, преследующего меня, как лев, от Сатаны, отца египетских богов, желающего пожрать меня за то, что я презрела его детей, богов египетских. Спаси меня от его рук, дабы не бросил он меня в огонь, дабы чудовище бездны (Левиафан) не поглотило меня и я не погибла навеки. Спаси меня, ибо отец и мать отрекаются от меня и y меня нет другой надежды и другого убежища, кроме Твоего милосердия. О человеколюбец, Спаситель сокрушённых сердцем! Нет столь доброго и нежного отца, как Ты, Господи! Все дома, которые отец дал мне во владение, временны и преходящи; но дома, которые Ты предоставляешь, неразрушимы и пребывают во веки веков».

#### Явление ангела (благая весть)
На утро восьмого дня к девушке явился ангел, похожий на Иосифа, но с лицом, подобным молнии, и с глазами, подобными огненным лучам, вождь сонмов Господних (Михаил). Он велит ей умыться и сменить одежды печали на одежды красоты и возвещает ей, что «с этого дня она возрождается к новой жизни и отныне будет вкушать хлеб жизни, пить из чаши бессмертия и помазана благословенным елеем нетления, a имя ее будет навеки вписано в книгу жизни». Отныне она не должна более носить имя Асенат (אסנת), но будет именоваться Манос (מנוס — убежище), ибо через неё многие народы (έθνη) найдут убежище под крылами божественной Шехины и в ней найдут защиту те, которые, покаявшись, обратились к Всевышнему.
Затем ангел подготавливает Асенат к прибытию Иосифа как жениха и велит ей надеть брачное платье, «уготовленное ещё с начала сотворения мира». Выслушав благую весть, она воздаёт хвалу Господу и благодарит Его за то, что «Он извлек её из тьмы и вывел из глубокой бездны к свету».
Она велит подать ангелу хлеб и вино. Однако книга ничего не сообщает о том, состоялась ли трапеза, к которой по случаю ее предстоящего обращения были приглашены ангел и Иосиф. Вместо этого следует рассказ о новом чуде. Ангел принёс медовый сот, издававший удивительный запах. Этот сот, по его словам, изготовлен райскими пчёлами из сока роз как пища ангелам и всем избранникам Божиим. Ангел влагает в уста Асенат немного мёда из этого сота и говорит: «Вот, ты ешь хлеб жизни, пьёшь из чаши бессмертия и помазаешься елеем нетленности. И тело твое будет цвести подобно источнику Всевышнего, и кости твои будут крепки подобно кедрам в раю Божьем; юность твоя никогда не увидит старости, твоя красота никогда не увянет, и ты будешь укреплённым городом-матерью для всех» (в сирийском переводе — «для всех, которые прибегнут к тебе с именем Господа Бога, царя всех миров»). Здесь новый намёк на полученное Асенат еврейское имя «Манос» («убежище»).
В некоторых рукописях и в сирийском переводе рассказывается, что ангел провёл пальцами крест над медовым сотом, и последний превратился в кровь; за этим следует новое чудо: ангел убивает нескольких пчёл, но они снова поднимаются и начинают летать; это должно служить символом воскресения. — Этот эпизод несомненно является вставкой христианского писателя, выбросившего место, в котором сообщалось о вкушении приготовленных хлеба и вина. Затем следует продолжение рассказа, прерванного вставленным эпизодом.

#### Семь дев-прислужниц
Асенат просит ангела благословить также её семь дев-прислужниц. Он исполняет её просьбу, называет их семью столпами «города-убежища» и желает им также достичь высшей жизни. Затем он исчезает в уносимой конями, подобными молнии, огненной колеснице.
Асенат умывает после этого лицо чистой колодезной водой и сразу вся преображается. Она поражена собственной красотой; когда она выходит навстречу Иосифу, он её не узнаёт. Она ему говорит: «Я выбросила всех своих идолов, и вот сегодня пришёл ко мне человек с неба и дал мне хлеб жизни, и я ела его, и я пила из благословенной чаши, и он дал мне имя „города убежища“, сказав: „в тебе будут искать убежища многие обратившиеся к Богу язычники“». Иосиф благословил её в ответ, сказав: «Бог построил твои стены, и дети Бога живого пребудут в городе твоего убежища, и Господь Бог будет их царем навеки». После этого они поцеловались.
Иосиф поцеловал Асенат три раза, даровав ей при этом дыхание жизни, дыхание мудрости и дыхание истины. Иосиф принимает приглашение Асенат разделить с ней приготовленную трапезу. Она настаивает, чтобы он позволил ей омыть ему ноги. Родители и родственники Асенат также являются разделить с ними трапезу и, чрезвычайно поражённые красотой Αсенат, воздают хвалу «Господу, воскрешающему мёртвых».

#### Свадьба
Свадебное празднество было устроено не Потифаром, который попросил Иосифа сейчас же остаться y Αсенат, но фараоном, возложившим на головы молодых золотые венцы, «находившиеся в его доме с древних времен» (то есть давно приготовленные Богом), и заставил их поцеловать друг друга, давая им в это время своё отеческое благословение.
Он пригласил на это торжество всех князей страны и провозгласил национальным праздником семь дней брачного пиршества, издав повеление наказать смертью всякого, кто исполнит какую-нибудь работу в эти дни.

### Вторая часть
На двадцать первый день второго месяца второго года голода Иаков с своим семейством поселяется в Гесем (евр. Гошен). Асенат отправляется туда с целью его встретиь, ибо «он был для неё отцом и Божеством». Она глубоко поражена его прекрасной наружностью. С густыми белоснежными волосами и длинной белой бородой он выглядел скорее юношей; руки и плечи его были, как y ангела, a бедра, голени и ноги — как y гиганта.
Иаков благословляет её и, согласно сирийскому переводу, говорит ей: «Ты подобна человеку, который после долгого отсутствия возвращается с поля сражения». Батиффоль полагает, что эти слова заключают в себе подтверждение того, что Αсенат, согласно Талмуду, была дочерью Дины. Примечательно то обстоятельство, что Симеон и Леви, два мстителя за честь Дины, сопровождают Αсенат и Иосифа, играя значительную роль в качестве защитников Αсенат в последующих событиях.
Асенат полюбила Леви более, чем всех остальных братьев, за то, что он, как пророк и святой, читал небесные писания и секретно (по обыкновению ессеев) сообщал Αсенат их содержание, ибо он увидел, что «её место в будущем мире находится в окружённом драгоценными камнями городе, расположенном на высшем небе». Αсенат возвращается с прогулки домой в сопровождении Леви — справа, и Симеона — слева от неё.

#### Сын фараона
Сын фараона видит Асенат и влюбляется в неё. Он посылает за Симеоном и Леви и предлагает им большие сокровища, если они согласятся помочь ему овладеть Асенат, которая, по его словам, была с ним помолвлена раньше, чем она вышла замуж за Иосифа. Они отказываются. Сын фараона извлекает меч, чтобы убить их, и Симеон готов ответить тем же, но Леви умеряет его пыл, сказав шёпотом: «Мы — богобоязненные люди, и нам неприлично платить злом за зло». Увидя, что братья извлекают из ножен мечи, которыми они отомстили за насилие, совершённое Сихемом над их сестрой Диной, сын фараона падает в обморок.
Затем вероломством и хитростью ему удается убедить сыновей Билги и Зилпы помочь ему в выполнении своего плана. Дан и Гад сразу соглашаются и выступают в ту же ночь верхами в качестве вангарда, каждый с пятьюстами воинов и пятьюдесятью копьеносцами. Неффалим (Нафтали) и Асир (Ашер) следуют за ними, хотя сначала пытаются убедить братьев отказаться от намерения поступить так дурно по отношению к отцу и брату.
Сын фараона, недовольный явным расположением отца к Иосифу, делает неудачную попытку убить своего отца. Затем он отправляется с шестьюстами копьеносцев для захвата Асенат. Иосиф уехал в столицу продать хлеб и оставил при Асенат 600 телохранителей.
Асенат выезжает в колеснице на прогулку в обществе Вениамина; внезапно из чащи y края дороги выбегают копьеносцы фараонова сына и нападают на телохранителей Асенат. Последняя, увидев сына фараона, произносит имя Господа и, сойдя с колесницы, бежит. Но сильный, как молодой лев, девятнадцатилетний отрок Вениамин, забрав собранные в овраге камни, бросает один из них (подобно Давиду) по направлению фараонова сына; тот, тяжко раненный, полумёртвый падает с лошади. Таким же образом Вениамин ранит и пятьдесят копьеносцев, сопровождавших фараонова сына, и все они падают мёртвыми. — В это время Леви, который пророческим даром предвидел грозящую Асенат опасность, призывает к оружию сыновей Лии. Они бросаются преследовать сидящих в засаде и убивают их всех. Сыновья Билги и Зилпы, однако, бегут и с обнажёнными мечами бросаются на Асенат и Вениамина. Но из-за молитвы Асенат мечи выпадают из их рук и превращаются в пепел.
Сыновья Билги и Зилпы просят простить их и умоляют Асенат спасти их от гнева братьев. Она прощает их и велит спрятаться в чаще, пока ей не удастся умиротворить их братьев. Потом она уговаривает братьев пощадить сыновей Билги и Зилпы и не платить злом за зло; когда же Симеон в бешенстве хочет отомстить за содеянное ими преступление, она опять умоляет его, говоря: «Не плати злом за зло; пусть Бог накажет виноватого, a ты будь милосерд».
Между тем сын фараона поднимается с земли; кровь идет y него изо рта и лба. Вениамин уже намерен его убить, но Леви удерживает его, говоря: «Не делай этого, брат, ибо мы благочестивые люди, и нам не приличествует платить злом за зло и убивать падшего врага. Помоги мне излечить его раны, и если он выздоровеет, то он будет нам другом, a его отец, фараон, будет нам отцом». Леви поднимает с земли фараонова сына, перевязывает его раны, кладёт его на своего коня и отвозит к фараону, который принимает его с отеческим благоволением. Сын фараона умирает на третий день по прибытии, и убитый печалью отец, которому 109 лет, вскоре следует за ним в могилу. Фараон завещал престол Иосифу, который правил Египтом сорок восемь лет и оставил царство младшему сыну фараона. Он был ещё ребенком, когда умер его отец, и был отдан на попечение Иосифа, заменившего ему отца.

## Критика
По мнению Кауфмана Колера, мы имеем дело с типичной во всех отношениях историей обращения язычника в еврейство. На протяжении всей книги не упоминается никакого другого спасителя, кроме Бога Израиля. Асенат изображена в виде типа верной прозелитки, которая, отрёкшись от идолопоклонства, чувствует себя покинутой, ищет и находит убежище в Боге. Впоследствии её отождествили с дочерью Дины, другого библейского персонажа.
В талмудической легенде, утверждает Колер, место Асенат заняла дочь фараона, приёмная мать Моисея. Её изображали верной прозелиткой, которая пришла к реке омыться и очиститься от идолопоклонства дома отца своего и стала «Батией» (в Синодальном переводе — Бифья), בתיה, «дочерью Бога».